# Антоній (Щерба)
Митрополит Антоній (в миру Іван Іванович Щерба; нар. 30 січня 1947, Шарон, Пенсільванія, США) — єпископ Константинопольської православної церкви, першоієрарх Української православної церкви США з 6 жовтня 2012 з титулом митрополит Ієрапольський.

## Життєпис
Народився 30 січня 1947 у місті Шарон, штат Пенсільванія, США, в родині Івана та Дорофеї Щерб.
Був хрещений в Іоанно-Предтеченській українській церкві рідного міста в складі Української Православної Церкви США.
Навчався теології в українській православній духовній семінарії святого Андрія у Вінніпегу та соціології в університеті міста Вінніпег.
1 жовтня 1972 був висвячений у сан диякона.
Висвячений 26 листопада в Іоанно-Хрестительскому храмі міста Шерон єпископом Константином (Баганом) на священика.
Служив в Ембріджі, штат Пенсільванія і в Хаммонді, штат Індіана.
Після висвячення в сан священика навчався на теологічному факультеті Університету Лойоли в Чикаго і Університету Пердью в штаті Індіана.
29 травня 1985 прийняв чернецтво з нареченням імені Антоній на честь Антонія Великого, через день, возведений у сан архимандрита.
6 жовтня того ж року був хіротонізований на єпископа Нью-Йоркського. Висвятив його митрополит Мстислав (Скрипник) в Андріївському храмі в місті Саут-Баунд-Брук, штат Нью-Джерсі. Одночасно з хіротонією призначений ректором Свято-Софійської духовної семінарії.
У 1989 році також був призначений керуючим українськими парафіями в Австралії і Новій Зеландії.
11-12 березня 1995 року разом з усією своєю Церквою був прийнятий під омофор Константинопольського патріарха з визнанням за ним архієрейського сану та сану єпископа.
У 1997 року був звільнений з посади керівника парафіями в Австралії. Того ж року возведений у сан архієпископа.
У 2010 році був обраний скарбником Постійної конференції канонічних православних єпископів Америки, Асамблеї канонічних єпископів Північної Америки і поставлений на чолі її комітету з фінансових справ.
Після смерті Предстоятеля Української православної церкви в США митрополита Костянтина (Багана), 21 травня 2012 року архієпископ Антоній був обраний місцеблюстителем митрополичого престолу.
6 жовтня того ж року Собором духовенства і мирян Української православної церкви США був обраний її предстоятелем.
14 листопада 2012 обрання Митрополита Антонія Предстоятелем Української Православної Церкви в США затвердив Патріарх Константинопольський Варфоломій I
Інтронізація відбулася 26 січня 2013 в українському православному соборі св. Андрія Первозванного в Сілвер-Спринг, штат Меріленд.